# Gynoplistia nigripennis
Gynoplistia nigripennis là một loài ruồi trong họ Limoniidae. Chúng phân bố ở miền Australasia.